# Jardín Botánico de la Universidad Estatal de Rusia, Immanuel Kant
El Jardín Botánico de la Universidad Estatal Rusa, Immanuel Kant (en ruso: Ботанический сад Российского государственного университета им. И. Канта) es un arboreto y jardín botánico, así como zona verde de la región de Leningrado de Kaliningrado, siendo su extensión de 16,5 hectáreas de las que el arboreto comprende 8,5 hectáreas, el vivero son 0,5 hectáreas y los parterres a cielo abierto son 1,5 hectáreas, el resto del terreno está ocupado por los invernaderos con sus colecciones de plantas tropicales y subtropicales, invernaderos industriales, lechos calientes, prados y el lago. Es miembro del BGCI, y presenta trabajos para la Agenda Internacional para la Conservación en los Jardines Botánicos, su código de identificación internacional como institución botánica, así como las siglas de su herbario es KALI.

## Localización
Ubicado entre las calles de Montes, la calle de la Juventud, parque de la avenida de la calle y la línea ferroviaria Kaliningrado-Zelenogradsk en la calle "Bosque". 
The State University Botanical Garden Lesnaja 1, 236029 Kaliningrad-Kaliningrado, Russian Federation-Federación rusa
El jardín está abierto al público desde el 1 de abril hasta el 31 de octubre todos los días de 10.00 a 18.00. Dirección oficial: Calle Lesnaya, 12.

## Historia del Jardín
El primer jardín botánico de Königsberg fue fundado por G. Sheffnerom en la calle de Wagner en 1796. En 1809 para redimir al rey Federico Guillermo III los jardines recibieron el estatuto oficial de la universidad. El primer director fue Friedrich Schweigger que fue asignado por Wilhelm von Humboldt. De 1826 a 1858 estuvo como director Ernst Meyer y enseñante de Metamorphosenlehre. El antiguo jardín botánico tenía una superficie de 40.000 metros cuadrados, y había alrededor de 900 especies de plantas. Después de la Segunda Guerra Mundial, esta pequeña sección fue transmistida a la estación de jóvenes naturalistas.
El jardín botánico actual de la ciudad de Kaliningrado se encuentra en los terrenos de la antigua ciudad de la horticultura de Königsberg, fundada en 1904 por el profesor Paul Kober (1869-1919), jefe del departamento de Sistemática de las plantas superiores de la Universidad de Königsberg. La ciudad de la Horticultura fue fundada en una de las zonas más hermosas de la ciudad "Maraunenhof" como base para la formación práctica de los estudiantes, suministrando las plantas de jardinería necesarias a las escuelas de la ciudad para las clases de botánica. Desempeñado un papel importante en la promoción de las plantas hortícolas, los visitantes podían ver las colecciones y no sólo privilegio de los dendrólogos, pero también una colección de vegetales, técnica médica y flores. Así como el complejo de invernaderos. 
Kober administró el Jardín Botánico desde su creación en 1919, y después se le colocó una placa conmemorativa en su memoria.
Según la fundación Alemana para las plantas del invernadero de Horticultura Urbana de Köenigsberg, la numeración en 1938 rondaba unos 4000 artículos, todos ellos murieron al final de la Segunda Guerra Mundial.
Después de la Segunda Guerra Mundial, la decisión del Consejo de Ministros de la URSS el 4 de octubre de 1948 fue la de organizar la construcción de la estación de investigación "Kaliningrado verde" sobre los terrenos del botánico. AD Pamfilova informó directamente a la Academia de Economía Municipal y trabajó sobre los Derechos del Instituto de Investigación. 
En 1948 se construyeron invernaderos y fueron restaurados los lechos calientes, se llevó a cabo la tala sanitaria, se rediseñó un estanque, con un diseño más actualizado. Se llevó a cabo una contabilidad y la descripción de los fondos decorativos del jardín, llevando a cabo trabajos para determinar sus nombres. A finales de los años 50 quedó restaurado. 
Por orden del Ministerio de Servicios Públicos de la RSFSR de 3 de febrero de 1956 la estación fue eliminada. En su sitio, por orden del Comité Ejecutivo de la región de Kaliningrado de 14 de febrero de 1956 fue creado el "vivero regional por la economía verde" con la subordinación de la comisión ejecutiva del departamento de servicios públicos. La economía verde era una economía productiva autosuficiente para cultivar árboles y arbustos, así como plantas de flor, pero no pudo llevar a cabo trabajos de investigación. 
Fueron las plantas tropicales y subtropicales las primeras plantas que se trajeron en 1959 desde el Jardín Botánico Principal de Moscú. Más tarde la colección se enriquece con las especies, que se cultiva a partir de semillas obtenidas de otros jardines botánicos, así como por esquejes y plantas con raíces, donadas por horticultores aficionados o que se señalan al personal del jardín en sus viajes. 
El Jardín Botánico se estableció sobre la base de la decisión del Comité Ejecutivo de la región de Kaliningrado de 14 de noviembre de 1957 en relación con la reorganización del "vivero regional economía verde" con subordinación directa al departamento regional de la educación. En 1967 el jardín fue entregado a la Universidad Estatal de Kaliningrado y es una división de investigación de la universidad. 
En la actualidad, esta unidad de investigación del Departamento de Botánica y Ecología Vegetal de la Universidad Estatal de Rusia de Immanuel Kant, la base educativa para los estudiantes de las facultades de bioecología y de ecología geográfica, así como los profesores de la universidad y otras instituciones educativas de la ciudad. En su territorio se encuentran: lechos calientes, invernaderos, un estanque, vivero de plantas leñosas, las zonas de recogida de plantas herbáceas y leñosas, instalaciones auxiliares.

## Colecciones
Colección de fondos del Jardín Botánico cuenta con más de 2.500 taxones (plantas herbáceas y leñosas, campo abierto y en invernadero). Colección de plantas amantes del calor disponible en 6 invernaderos con una superficie total de unos 800 m². Exposición de ámbitos: tropicales , subtropicales , palmeras y suculentas.
En los libros rojos de diferentes rangos ( Rusia, las regiones de los países bálticos, ) registró 39 especies de plantas leñosas que crecen en el Jardín Botánico.
Cada año en el jardín cuenta con más de 200 visitas generales y temáticas. El Jardín Botánico mantiene contactos de negocios con 200 jardines de todo el mundo. 
El fondo de las colecciones alberga 2.5000 nombres de plantas. En el jardín del arboreto y del vivero hay una gran colección de plantas arbóreas y valiosos arbustos raros dee recolecta con cerca de 700 especies y formas del jardín que vienen a partir de 57 familias.
La mayoría de las plantas ha logrado ya la madurez, florecen y dan fruto. Las plantas recolectadas en el jardín representan casi todas las zonas climáticas del globo. Muchas de ellas son de Norteamérica el 32 %, de Japón y de China el 22 %, el lejano oriente el 12 %. El jardín tiene colecciones valiosas de robles, hayas, arces, de castaños de Indias, de árboles de nuéz y de abedules. Se cultivan en parterres y calles separadas. 
El arboreto del jardín es famoso por sus formas raras /ISO/ de árboles ornamentales. Hay variedades de hojas coloreadas inusualmente y florecen las coronas de púrpuras, oro, azules, multicolores e infrecuentes, piramidales, o esféricas. Hay aceres notables: tal como Acer platanoides "Crimson King", "Drummondii", Acer pseudoplatanus "Variegata", "Leopoldii", Acer negundo "Variegata"; hayas: Fagus sylvatica "Aurea", Fagus sylvatica "Laciniata". Estos árboles maravillosos dan la gama de colores en su totalidad - de verde delicado al negro teñido con el azul.
Unas 150 especies de árboles y de arbustos son particularmente objeto de valor, raros y desapareciendos. 71 especies herbáceas y plantas arbóreas se han incorporado al libro rojo de la URSS. Los invernaderos de Colecciones del jardín están adornados con plantas raras que están situadas por principios sistemáticos y geográficos en cuatro secciones: tropicales, palmas, subtropicales y cactiformes. 
Las plantas de flor se cultivan en lechos abiertos desde la primavera hasta finales de otoño destacand:
- Bulbos /40/,
- Narcisos /2l/,
- Tulipanes /112/,
- Iris /32/,
- Peonias /32/,
- Gladiolos /200/,
- Plantas anuales /257/,
- Plantas perennes /160/,
- Dhalias /116/
- Rosas /158/.
- Arbustos Ornamentales,
- Chrysanthemum,
- Clematis,
- Hierbas de césped,
- Berberis,
- Lonicera,

## Invernaderos
El complejo de invernaderos alberga una gran cantidad de plantas. Dos palmeras de 60 años especialmente diseñado para la superestructura, el aumento de la altura de los 12 metros del invernadero en el centro por otros 5 metros más de altura. Invernaderos de jardín han estado durante mucho tiempo en mal estado. El jefe del Jardín Botánico de la Universidad ha buscado inversores para la reconstrucción. Con la condición de que los jardines también se ven afectados por las tormentas, las fuertes nevadas, la congelación.